# Ligne Thionville - Béning

La ligne de Thionville à Béning est un axe ferroviaire du nord de la Lorraine, électrifié sur toute sa longueur. Alors que dans le passé cet axe ferroviaire avait un trafic important de fret, il n'écoule plus en 2010 qu'un trafic résiduel en raison de la désindustrialisation du bassin lorrain.

## Structuration
Dans la nomenclature UIC du réseau ferré national cet axe se décompose selon les trois segments suivants :
- La ligne de Thionville à Anzeling ;

- La section d'Anzeling à Hargarten-Falck de la ligne de Metz-Ville à la frontière allemande vers Überherrn ;

- La section de Béning à Hargarten-Falck de la ligne de Haguenau à Hargarten - Falck.